# Кевин Тапоко
Кевин Гай Ноел Пиер Тапоко (на френски: Kevin Guy-Noël Pierre Tapoko) е френски футболист, който играе на поста дефанзивен полузащитник. Състезател на Лавал.

## Кариера
На 8 февруари 2022 г. Тапоко е обявен за ново попълнение на Берое. Дебютира на 20 февруари при победата с 1:2 като гост на Царско село.